# Halvarsgårdarna
Halvarsgårdarna är en tätort i Borlänge kommun, belägen cirka nio kilometer söder om Borlänge tätort.

## Befolkning
| Befolkningsutvecklingen i Halvarsgårdarna 1960–2020 | Befolkningsutvecklingen i Halvarsgårdarna 1960–2020 | Befolkningsutvecklingen i Halvarsgårdarna 1960–2020 | Befolkningsutvecklingen i Halvarsgårdarna 1960–2020 | Befolkningsutvecklingen i Halvarsgårdarna 1960–2020 |
| --------------------------------------------------- | --------------------------------------------------- | --------------------------------------------------- | --------------------------------------------------- | --------------------------------------------------- |
|                                                     |                                                     |                                                     |                                                     |                                                     |
| År                                                  |                                                     |                                                     | Folkmängd                                           | Areal (ha)                                          |
| 1960                                                | 1960                                                |                                                     | 300                                                 |                                                     |
| 1965                                                | 1965                                                |                                                     | 284                                                 |                                                     |
| 1970                                                | 1970                                                |                                                     | 266                                                 |                                                     |
| 1975                                                | 1975                                                |                                                     | 227                                                 |                                                     |
| 1980                                                | 1980                                                |                                                     | 233                                                 |                                                     |
| 1990                                                | 1990                                                |                                                     | 314                                                 | 55                                                  |
| 1995                                                | 1995                                                |                                                     | 315                                                 | 57                                                  |
| 2000                                                | 2000                                                |                                                     | 328                                                 | 57                                                  |
| 2005                                                | 2005                                                |                                                     | 347                                                 | 58                                                  |
| 2010                                                | 2010                                                |                                                     | 325                                                 | 58                                                  |
| 2015                                                | 2015                                                |                                                     | 317                                                 | 72                                                  |
| 2020                                                | 2020                                                |                                                     | 299                                                 | 70                                                  |
|                                                     |                                                     |                                                     |                                                     |                                                     |